# Ferdinand Carré

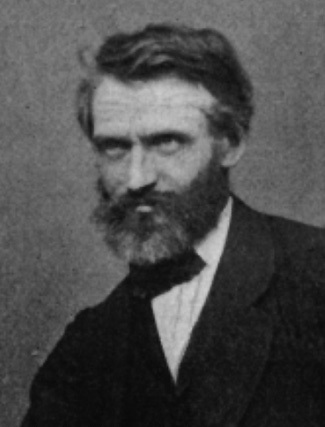
Ferdinand Carré

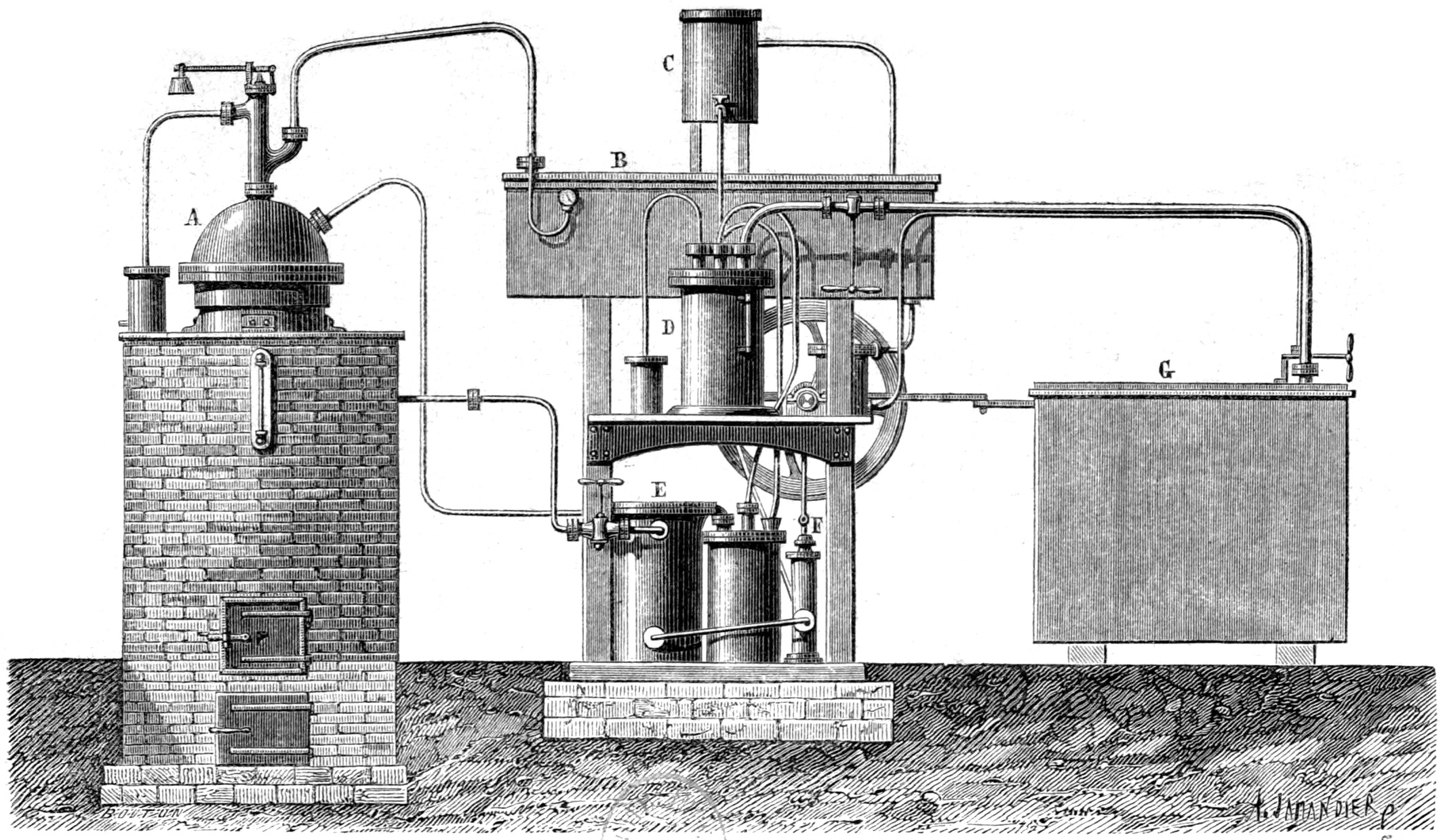
Carré's ijsmakende machine

Ferdinand Philippe Edouard Carré (Moislains (Somme), 11 maart 1824 – Pommeuse (Seine-et-Marne), 11 januari 1900) was een Frans technicus. Hij staat bekend als de uitvinder van de absorptiekoeling voor de productie van ijs.

## Werk
In 1850 had Ferdinand samen met zijn broer Edmond Carré (1833-1894) de eerste absorptiekoelkast ontwikkeld op basis van water en zwavelzuur. Ferdinand zette Edmonds werk op dit gebied voort en in 1858 had hij een machine ontwikkeld met water als absorptiemiddel en ammoniak als koelmiddel. Zijn machine werd in 1859 in Frankrijk gepatenteerd en in 1860 in de Verenigde Staten. Hij presenteerde zijn ijsmachine op de wereldtentoonstelling van 1862 in Londen, waar zijn machine 200 kg ijs per uur produceerde.
In 1876 rustte hij het schip Paraguay uit met een absorptiekoelsysteem waardoor het schip in staat was diepgevroren vlees te vervoeren op een intercontinentale reis. Carré's methode bleef populair begin jaren 1900, totdat het werd vervangen door systemen die gebruikmaken van de vloeistofdamp compressiecyclus.
Daarnaast deed Carré onderzoek op het gebied van elektriciteit. Zo vond hij in 1877 een elektrische lichtregelaar uit. Ook vond hij de Carré-machine uit, een elektriseermachine die zeer hoge spanningen genereerde. Deze machine, voorzien van twee in meerichting draaiende glazen schijven, wekte statische elektriciteit op door middel van zowel wrijving als influentie.